# Кадирова Назіфа Жаватівна
Кадирова Назіфа (Насіфа) Жаватівна (башк. Нәзифә Ҡадирова; нар. 13 квітня 1954 року, с. Ахуново Учалинського району Башкирської АРСР) — співачка. Народна артистка Башкирської АРСР (1987).

## Біографія
Кадирова Назіфа (Насіфа) Жаватівна народилася 13 квітня 1954 року в с. Ахуново Учалинского району Башкирської АРСР. Батько співачки працював ветеринаром. Закінчила музичне училище в Уфі.
З 1971 року — солістка Башкирської державної філармонії.
Виконавиця башкирських і татарських народних пісень та пісень сучасних композиторів. У 1982 році фірма «Мелодія» випустила диск-гігант з її записами.
Назіфа Кадирова — дипломант Всесоюзного телеконкурсу «З піснею по життю»(М., 1979) і Всесоюзного конкурсу виконавців радянської пісні "Сочі-80", лауреат Державної премії імені Салавата Юлаєва (1994).
У 1993 році на фестивалі в Туреччині завоювала премію «Золотий банан».
У 2001 році співала в першій башкирській рок-опері російською мовою «Зірка Кохання», написаної башкирським композитором, заслуженим діячем мистецтв Росії Салаватом Нізаметдиновим.
Сім'я: чоловік, Габдрахман Файзурахманович, мотогонщик, багаторазовий чемпіон світу. В родині до самої смерті жила мама Габдрахмана Кадирова. Має доньку та онуків.

## Нагороди
- Заслужена артистка Башкирської АРСР (1982);
- Державна премія імені Салавата Юлаєва (1994);
- Заслужена артистка Республіки Татарстан (1996);
- Заслужена артистка Російської Федерації (2005);
- Народна артистка Башкирської АРСР (1987).